# 이시이역 (효고현)
이시이역(일본어: 石井駅)은 일본 효고현 사요군 사요정에 위치한 지즈 급행 지즈 선의 철도역이다. 단선 승강장 1면 1선의 구조를 갖춘 지상역이다.

## 역 주변
- 국도 제373호선

## 역사
- 1994년 12월 3일 : 지즈 급행 지즈 선 개업과 동시에 설치.
- 2009년
  - 8월 10일 : 태풍 9호에 의해 지즈 급행 내의 토사가 유입해, 당 역을 포함 일부 구간이 운행 정지.
  - 8월 29일 : 지즈 선 보통 열차의 전면 운행 재개에 의해, 열차 발착 재개.

## 인접 역
| 지즈 급행 ■ 지즈 선    | 지즈 급행 ■ 지즈 선 | 지즈 급행 ■ 지즈 선      |
| ---------------------- | ------------------- | ------------------------ |
| 히라후쿠 가미고리 방면 | ■ 지즈 선           | 미야모토무사시 지즈 방면 |